# Karl Heiber
Karl Heiber (* 28. Oktober 1903 in Solingen-Wald; † 16. November 1983 in Bremerhaven) war ein Bremer Politiker und Mitglied der Bremischen Bürgerschaft (SPD).   

## Biografie
Heiber wohnte seit 1943 in Wesermünde. Er war Maurer und dann als selbständiger Maurermeister in Bremerhaven tätig. Er war mit Elisabeth Heiber (1906–nach 2006) verheiratet; beide hatten vier Kinder.
Heiber war Mitglied der SPD. Er wurde für die SPD als Bremerhavener Stadtverordneter gewählt und war danach von 1967 bis 1975 in der 7. und 8. Wahlperiode acht Jahre lang Mitglied der Bremischen Bürgerschaft. Er war in der Bürgerschaft in verschiedenen Deputationen tätig.